# Gene Amdahl
Pour les articles homonymes, voir Amdahl.
 (mars 2019).
Si vous disposez d'ouvrages ou d'articles de référence ou si vous connaissez des sites web de qualité traitant du thème abordé ici, merci de compléter l'article en donnant les références utiles à sa vérifiabilité et en les liant à la section « Notes et références ».
Gene Myron Amdahl, né le 16 novembre 1922 à Flandreau (Dakota du Sud), et mort le 10 novembre 2015 à Palo Alto (Californie), d'une pneumonie, est un informaticien et un entrepreneur américain, principalement connu pour son travail sur l'architecture des ordinateurs centraux.

## Biographie
Gene Amdahl est né dans une famille d’origine norvégienne.
Amdahl servit au cours de la deuxième guerre mondiale dans l'US Navy. De 1945 à 1948 il étudia la physique appliquée à l’Université d'État du Dakota du Sud. Il poursuivit par des études de physique théorique à l’Université du Wisconsin dont il sortit diplômé en 1952 avec un premier projet d'ordinateur, le WISC. Au mois de juin de la même année, il était embauché comme chef de projet chez IBM, et conserva ce poste jusqu'en 1955 avant de travailler pour Ramo Wooldridge puis pour Aeronutronic. Il retrouva IBM comme responsable du laboratoire ACS d'IBM à Menlo Park du milieu des années 1960 à septembre 1970 ; il y travailla notamment au projet Stretch, qui est à l'origine de l’IBM 7030, puis conçut l'architecture des IBM 360 et 370. Avec l'aide de Fujitsu, il créa Amdahl Corporation, société concurrente d'IBM sur le marché des mainframes, et vendit son premier modèle en 1975. En 1979, année où Gene Amdahl quitta la société, Amdahl Corporation employait 6 000 salariés et avait réalisé un milliard de dollars de bénéfice.
Gene Amdahl est peut-être plus connu encore pour la formulation d'une loi fondamentale dans la théorie du calcul parallèle ; cette loi porte le nom de loi d'Amdahl.